# Шуезеро (озеро)
Шу́езеро (Шуязеро, Шуозеро) — озеро на территории Сосновецкого сельского поселения Беломорского района Республики Карелии. Исток Шуи.

## Общие сведения
Площадь озера — 41,9 км², площадь водосборного бассейна — 141 км². Располагается на высоте 104,8 метров над уровнем моря. Общая площадь островов — 1,1 км³, объём воды — 0,226 км³.
Форма озера лопастная, продолговатая: оно вытянуто с северо-запада на юго-восток. Берега изрезанные, каменисто-песчаные, местами заболоченные.

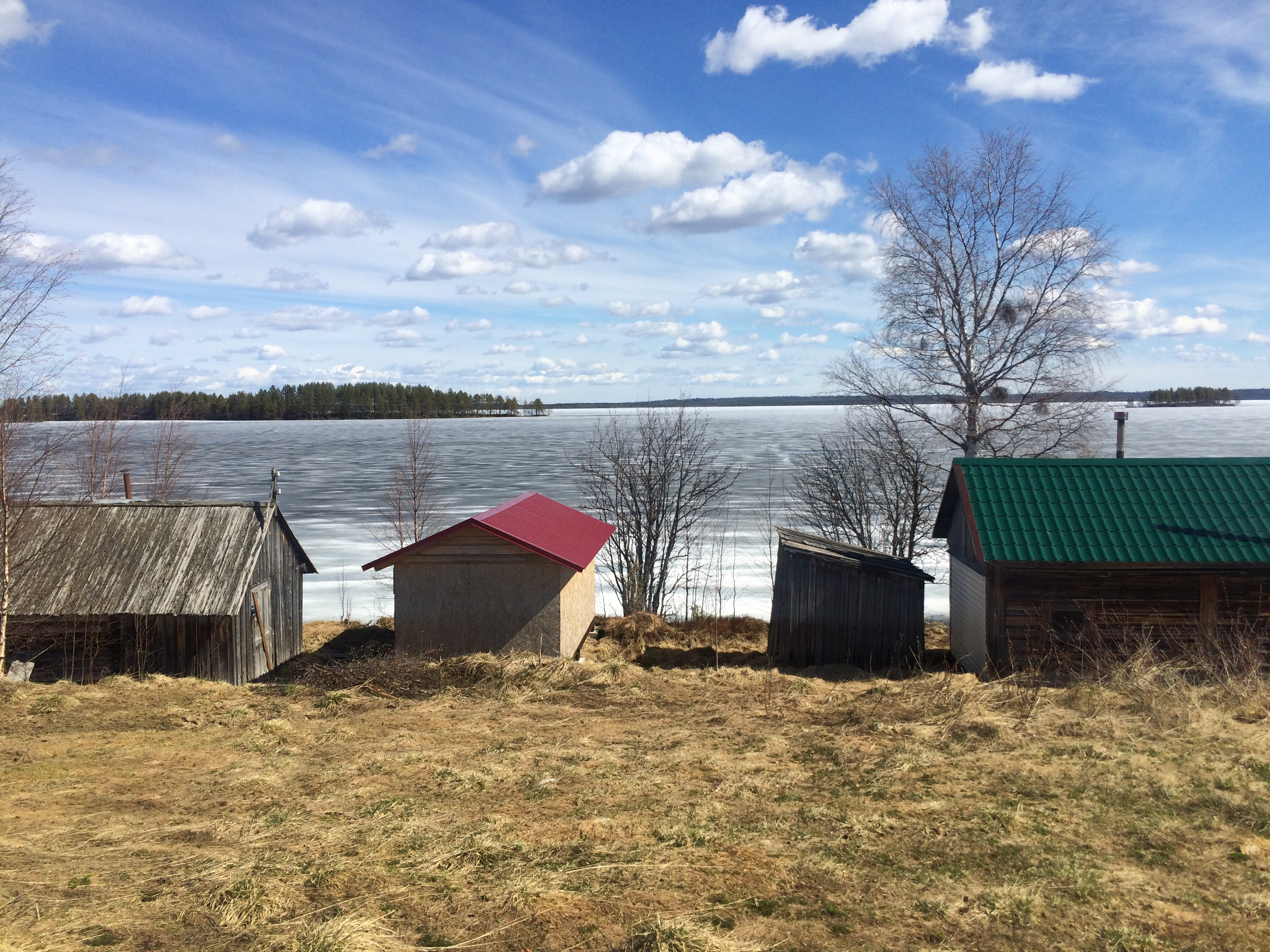
Вид на озеро из села Лехта.

Из залива на северной стороне озера вытекает река Шуя, впадающая в Белое море.
На западном берегу располагается село Лехта, к которому подходит автодорога местного значения 86К-31 («Пушной — Новое Машезеро»).
Код объекта в государственном водном реестре — 02020001411102000006598.